# Jerónimo Costa
Jerónimo Costa ou Gerónimo Costa (Buenos Aires, 1808 – Villamayor, La Matanza, Buenos Aieres, 2 de fevereiro de 1856) foi um militar argentino, destacado  como coronel de infantaria do exército de Juan Manuel de Rosas, que foi executado sem julgamento prévio depois de uma derrota sofrida contra o Estado de Buenos Aires.

## Bibliografía
- Scobie, James, La lucha por la Consolidación de la Nacionalidad Argentina, Ed. Hachette, Bs. As., 1965.